# ワールドサッカー ウイニングイレブン 2015
『ワールドサッカー ウイニングイレブン2015』（英語表記：WORLD SOCCER Winning Eleven 2015、欧州名：Pro Evolution Soccer 2015）は、コナミデジタルエンタテインメントから発売されたサッカーゲーム。ウイイレシリーズとしては今作で19作目（PS（2000も含む。）、PS2、PS3、PS4の通算。Jリーグ版、ファイナルエヴォリューション等は除く）である。略称は『ウイイレ 2015』。日本国外版パッケージにはマリオ・ゲッツェ、日本版パッケージにはKONAMIサッカーアンバサダーを務める本田圭佑が起用される。また、廉価版であるKONAMI THE BEST版においては、本田ではなくゲッツェが起用される。

UEFAチャンピオンズリーグとUEFAヨーロッパリーグ、コパ・リベルタドーレス、AFCチャンピオンズリーグも引き続き搭載されている。今作からは南米版ELのコパ・スダメリカーナと南米版UEFAスーパーカップであるレコパ・スダメリカーナが新たに搭載された。
又、2014年12月24日よりG-clusterでも配信発売した。

## 概要
「PES ID」を復活させ、1000名以上の選手の動き（プレースタイル、ファウルやゴール、審判の笛にもリアルな反応）を実現。新しいシュートシステムにより、方向やパワーを様々なスタイルで打ち分けることが可能になった。シュートの他にも、物理演算エンジンの改良により、優しいパスから鋭いパスまで、ユーザーの判断に応じた現実的な動きを再現できる。2014年8月に開催された、ゲームズコム2014では、FIFAシリーズを抑えてスポーツ部門賞を受賞している。

### myclubバージョン
2015年3月12日に配信開始されたPS4版ウイイレ2015の「myclub」モードのみをプレイできるダウンロードゲーム。日本のPlayStation Storeのみでの配信のため、海外アカウントからはダウンロードできない(設定で言語を英語にすることは可能)。プレイは基本無料で、アイテム課金制。内容は製品版のmyclubと同じで、データパックやライブアップデートも適用される。また、トレーニングモードや各種設定も利用可能。

### ハードごとの違い
次世代機(PS4、Xbox One)移行ということで旧世代機(PS3)と大きな違いが出来ている。PS4とXbox One版ではオンラインプレイが有料となっており、両機種とも画像、音声の取り込みが不可能になっている。また、PS4版限定でゲーム動画のシェアが可能になっている、画面解像度が1080pになっている(PS3、Xbox Oneの解像度は720p、フレームレートは全機種最大60fps、Xbox Oneの解像度に関しては2014年9月現在マイクロソフトと協議中)等の違いもある。逆にPS3版は画像、音声の取り込みが可能となっているが、入場シーンが削られ、CL、ELファイナルのみの演出となっている(PS4、Xbox One版は入場シーン有)。

PC版は解像度の変更や画質の設定は可能であるが、それ以外は旧世代機と同じ仕様である。

また、データパックによる追加配信内容などにも差がある。

### 2015からの新機能や復活・変更された機能
- myClub

自分の好きなチームをベースとして、監督や選手を獲得し、自分だけのクラブチームを強化・育成するモード。マスターリーグオンラインに代わって入る新モードである。
デル・ボスケやグアルディオラ、レーヴなど世界で活躍する数十名の実在監督を収録しており、また数百名の偽名、架空監督も収録されている。選手獲得はエージェントによるガチャ方式。試合をするとエージェントを獲得、また、GPもしくはコインでトップエージェントを利用可能。ノーマルエージェントは☆1～3まであり、組み合わせることで獲得条件を絞ったり、レア出現率を上げたりできる。コンペディションやチャレンジカップの報酬ではトップエージェントのガチャ券が配布される。
獲得可能な選手はウイイレ2015に収録されている実名選手のみだが、日本国外版では日本代表がライセンスの問題で偽名のため、国内版でも香川や岡崎ら未所属扱いの日本代表選手は獲得不可能となっている。
試合をすることで新たなエージェントやゲーム内通貨「GP」を獲得できる。また、課金することで「myClubコイン」を購入できる(コイン販売開始は11月20日から)。「GP」や「myClubコイン」は、人材の獲得だけでなく疲労回復の「リカバリーアイテム」の入手、選手の契約更新にも使用される。ログインボーナスやゲーム内のミッションクリア(リワード)でGPやコイン、リカバリーアイテムが手に入るなど、ソーシャルゲームのような部分もある。
パッケージ版では「myClub」で使用できる本田圭佑を獲得できるシリアルコードが付いた。ダウンロード版では本田圭佑とUEFAチーム・オブ・ザ・イヤー2013に選ばれた11人の中から2人がランダムでプレゼントされた。DL版を予約すると限定で日本国外版イメージキャラクターであるマリオ・ゲッツェがプレゼントされた。
UEFAチャンピオンズリーグやサッカーニュースサイト「Qoly」も全面協力しており、チャンピオンズリーグ・スターズエージェントやレフティーモンスターエージェントなどが登場した。
- ライブアップデート

実際に開催される試合に基づく選手のコンディション、最新スターティングラインナップや移籍を毎週木曜にオンライン配信する機能。
ライブアップデートの実装により、チームの活躍や若手の台頭、ベテランの奮起といった要素が現実のサッカーシーンと連動して更新されるようになる。それにともない、ウイイレシリーズの公式データベースサイト「ウイイレFC」のサービス終了が発表された。
myClubではライブアップデートに連動したイベントガチャやキャンペーンが行われる。
ライブアップデートの反映はエキシビションとオンライン全般のみで、エキシビションではアップデートのオンオフが可能になっている。
データパック4.0配信後、選手パラメータは固定され、調子、ラインナップ、移籍だけの更新に変更された。
- マスターリーグ

監督の顔のエディットが復活した。
交渉の際ゴール時のボーナスなどの設定も可能になった。
- エディット
  - 選手エディット

今作から実在のキーパーグローブが編集可能。
2013のような現存選手のベースコピーが復活。だが、ベースコピー後髪型を残すことは前作同様不可能になっている。
ドリブルモーション以外にもボールを持っていない状況での走るモーションの設定が可能に。
- - チームエディット

チーム名設定で実況、解説がチーム名をイギリス、ドイツの都市名(チェルシー、ドルトムントなど)で実況する設定が可能になった。だがアーセナルやアストン・ヴィラなどの固有チーム名実況は収録されていない。それにともない実況チーム音声の取り込みが削除された。
復活を謳っていたスタジアムエディットは「ホームスタジアム設定」となり、1チームごとの設定で、芝の模様、ピッチ脇の色、客席の色、ゴールネットの模様のみの設定。
PS3版限定となっている画像取り込みは新たにシャツ後ろの取り込みが可能になり、袖は途切れず一周、パンツは左右分割で一周する構造になり、ソックスは左右ではなく前、後ろの設定となった。これにより画像を反映できない箇所は襟、脇腹、長袖、ソックスの一部のみとなった。
偽名、架空監督の名前、国籍、顔のモンタージュを編集できる。名前、国籍がライセンス済の監督は顔のみエディット可能。PS3版限定で写真アイコンの取り込みも可能になる。なお、実名監督は現実で監督が解任、辞任してもエディット不可となっている(データパック適用で変更される)。
各チームの横断幕を英語の文字で設定できる。日本語は使用不可。
- - 代表選出

前作は出来なかったリベルタドーレス収録チームの代表選出も可能になった。新規追加のスダメリカーナも選出可能、ACLは継続して選出可能。
- 試合
  - 試合前設定

スタジアム設定画面では芝の長さや水を撒くか否かの設定が可能になった。
- - 試合中設定

パスサーチなどのパーソナル設定はポーズメニューからサイド設定へ移動された。
- - 戦術

攻撃・守備でフォーメーションの変更が出来るようになった。また、攻撃・守備でどう選手が動くかの設定が細かくなった。
- - 操作

無回転シュート、低弾道(叩きつけ)シュートの操作が変更された。無回転はスキル所持者がフリーの状態でドリブルしながら打つと自動で打ち(フリーキックの場合は2014と同じ)、叩きつけは操作一覧にはないが、ボタンとタイミングが変更された。また、浮いたボールの落ち際にシュートを打つと縦回転(ドライブ)シュートが打てるようになる。
2014ではパスをする直前まで十字キーやスティックでパスする位置を決められたが今作は2013の状態(パスをするボタンを押した時の十字キーを押した方向またはスティックを倒した方向へ蹴る)に戻った。
- - マッチデータ

監督、観戦モードのみの機能。試合中に選手の動き、調子、スタミナ、ポゼッション、シュート数やパス数などをアイコンなどで見ることが出来る。これにより俯瞰的にチームを動かせるようになった。

## ライセンス
今作ではイングランド、イタリア、スペイン、フランスの2部リーグが追加されたが、プリメーラ・ディビシオン (チリ)が未収録となった。

また、リーグ王者とカップ王者が激突するスーパーカップも偽名だが搭載されている。2部リーグ収録により各国リーグの昇格プレーオフも可能になった。

ACLの他に、コパ・リベルタドーレスやスダメリカーナも全出場クラブがさまざまなモードで使用可能になった。

今作も大陸別架空リーグ(PEUリーグ、PLAリーグ、PASリーグ)が収録されているが、架空2部リーグが削除されている。

### クラブライセンス
- プレミアリーグ
  - イングランドリーグという偽名で登場。マンチェスター ユナイテッドのみ実名。全チーム監督は偽名。
- フットボールリーグ チャンピオンシップ
  - イングランド2部リーグという偽名で登場。全チーム監督は偽名。
- リーグ1
  - フルライセンス。全チーム監督は偽名。
- リーグ2
  - フルライセンス。全チーム監督は偽名。
- セリエA
  - イタリアリーグという偽名で登場。全クラブが実名。監督はナポリとトリノを除く18人が実名。
- セリエB
  - イタリア2部リーグという偽名で登場。全チーム監督は偽名。
- エールディヴィジ
  - フルライセンス。全チーム監督は偽名。
- リーガBBVA
  - フルライセンス。全チーム監督は偽名。
- リーガ アデランテ
  - フルライセンス。全チーム監督は偽名。
- プリメイラ・リーガ
  - ポルトガルリーグという偽名で登場。FCポルト、SLベンフィカ、スポルティング リスボンのみ実名。監督は実名の上記3チームのみ実名。
- カンピオナート ブラジレイロ セリエA
  - ブラジルリーグという架空名で登場。チーム名、ユニフォームのみのライセンス(選手は架空名)だがクルゼイロ、コリンチャンス、パルメイラス、フィゲイレンセのみ選手も実名。上記4チーム以外はライセンス関係がまとまり次第発売後のアップデートで実名化される予定。監督はコリンチャンスのみ実名だが、写真は無し。
  - 現時点ではデータパックを適用することで、アトレチコ ミネイロ、ボタフォゴ、シャペコエンセ、クリシューマ、フラメンゴ、インテルナシオナウ、サントス、ECヴィトーリアの選手が実名化される。
- プリメーラ ディビシオン
  - フルライセンス。全チーム監督は実名だが、ディフェンサ イ フスティシア、ゴドイ クルス、インデペンディエンテ、キルメス、ティグレのみ写真無し。
- Jリーグ
  - 川崎フロンターレ、横浜F・マリノス、セレッソ大阪、サンフレッチェ広島のみACL枠として初期収録。監督は実名だが写真は無し。ライセンスはあることはPES公式から明言されていた[8]。
- その他（ヨーロッパ）

データパック1.0を導入することでパッケージ版16クラブに加えて新しくルドゴレツ やテルアビブ など、計8クラブが追加される。

　また、データパック2.0を導入することで新しくバーゼルなど計4クラブが追加される。

全チーム監督は実名だが、CSKAモスクワとベシクタシュのみ写真無し。
| 所属リーグ国     | チーム名                    |
| ---------------- | --------------------------- |
| アゼルバイジャン | ガラバグFK※                 |
| ベラルーシ       | FCバテ ボリソフ△            |
| ベルギー         | RSCアンデルレヒト           |
| ベルギー         | スタンダール・リエージュ    |
| ブルガリア       | ルドゴレツ ラズグラド※      |
| キプロス         | AEリマソール                |
| キプロス         | APOEL FC                    |
| チェコ           | スパルタ プラハ※            |
| デンマーク       | オールボーBK                |
| デンマーク       | FCコペンハーゲン            |
| フィンランド     | HJKヘルシンキ※              |
| ドイツ           | バイエルン ミュンヘン       |
| ドイツ           | バイヤー レヴァークーゼン   |
| ドイツ           | シャルケ04                  |
| ギリシャ         | オリンピアコス              |
| ギリシャ         | パナシナイコス              |
| イスラエル       | マッカビ テルアビブ※        |
| ポーランド       | レギア ワルシャワ※          |
| ロシア           | CSKAモスクワ                |
| ロシア           | ゼニト サンクトペテルブルク |
| セルビア         | FKパルチザン※               |
| スロバキア       | スロヴァン ブラチスラヴァ※  |
| スロベニア       | NKマリボル△                 |
| スイス           | FCバーゼル1893△             |
| スイス           | グラスホッパー チューリヒ   |
| トルコ           | ベシクタシュ△               |
| トルコ           | ガラタサライ                |
| ウクライナ       | シャフタール ドネツク       |

※データパック1.0追加チーム

△データパック2.0追加チーム
- Copa Libertadores
  - 全チームにライセンスはあるが、ブラジルチームのみ選手が偽名。クルゼイロの選手も偽名になっている。全チーム監督は偽名。

| 所属リーグ国 | チーム名                         |
| ------------ | -------------------------------- |
| アルゼンチン | アルセナルFC                     |
| アルゼンチン | ラヌース                         |
| アルゼンチン | ニューウェルスオールドボーイズ   |
| アルゼンチン | サン ロレンソ                    |
| アルゼンチン | ベレス サルスフィエルド          |
| ボリビア     | ボリーバル                       |
| ボリビア     | オリエンテ ペトロレロ            |
| ボリビア     | ザ ストロンゲスト                |
| ブラジル     | アトレチコ ミネイロ              |
| ブラジル     | アトレチコ パラナエンセ          |
| ブラジル     | ボタフォゴ                       |
| ブラジル     | クルゼイロ                       |
| ブラジル     | フラメンゴ                       |
| ブラジル     | グレミオ                         |
| チリ         | オイギンス                       |
| チリ         | ウニオン エスパニョーラ          |
| チリ         | ウニベルシダ デ チリ             |
| コロンビア   | アトレティコ ナシオナル          |
| コロンビア   | デポルティーボ カリ              |
| コロンビア   | サンタ フェ                      |
| エクアドル   | エメレク                         |
| エクアドル   | インデペンディエンテ デル バジェ |
| エクアドル   | デポルティーボ キト              |
| メキシコ     | レオン                           |
| メキシコ     | モナルカス モレリア              |
| メキシコ     | サントス ラグナ                  |
| パラグアイ   | セロ ポルテーニョ                |
| パラグアイ   | ナシオナル                       |
| パラグアイ   | グアラニ                         |
| ペルー       | スポルティング クリスタル        |
| ペルー       | レアル ガルシラソ                |
| ペルー       | ウニベルシタリオ                 |
| ウルグアイ   | ペニャロール                     |
| ウルグアイ   | デフェンソール スポルティング    |
| ウルグアイ   | ナシオナル モンテビデオ          |
| ベネズエラ   | カラカスFC                       |
| ベネズエラ   | デポルティーボ アンソアテギ      |
| ベネズエラ   | サモラFC                         |

- Copa Sudamericana
  - 全チームにライセンスはあるが、ブラジルチームのみ選手が偽名。データパック1.0導入で2014年版をプレイ可能に。全チーム監督は偽名。

| 所属リーグ国 | チーム名                         |
| ------------ | -------------------------------- |
| アルゼンチン | ベルグラーノ                     |
| アルゼンチン | ラヌース                         |
| アルゼンチン | ラシン クラブ                    |
| アルゼンチン | リーベル プレート                |
| アルゼンチン | サン ロレンソ                    |
| アルゼンチン | ベレス サルスフィエルド          |
| ボリビア     | ブルーミング                     |
| ボリビア     | オリエンテ ペトロレロ            |
| ボリビア     | レアル ポトシ                    |
| ボリビア     | ザ ストロンゲスト                |
| ブラジル     | バイーア                         |
| ブラジル     | コリチーバ                       |
| ブラジル     | クリシューマ                     |
| ブラジル     | ナウチコ                         |
| ブラジル     | ポンチ プレッタ                  |
| ブラジル     | ポルトゲーザ                     |
| ブラジル     | サンパウロ                       |
| ブラジル     | スポルチ レシフェ                |
| ブラジル     | ECヴィトーリア                   |
| チリ         | コブレロア                       |
| チリ         | コロ コロ                        |
| チリ         | ウニベルシダ カトリカ            |
| チリ         | ウニベルシダ デ チリ             |
| コロンビア   | アトレティコ ナシオナル          |
| コロンビア   | アギラス ドラダス                |
| コロンビア   | ラ エキダー                      |
| コロンビア   | デポルティーボ パスト            |
| エクアドル   | バルセロナSC                     |
| エクアドル   | エメレク                         |
| エクアドル   | インデペンディエンテ デル バジェ |
| エクアドル   | リーガ デ ロハ                   |
| パラグアイ   | セロ ポルテーニョ                |
| パラグアイ   | グアラニ                         |
| パラグアイ   | リベルタ                         |
| パラグアイ   | ナシオナル                       |
| ペルー       | インティ ガス                    |
| ペルー       | フアン アウリッチ                |
| ペルー       | メルガル                         |
| ペルー       | ワンカヨ                         |
| ウルグアイ   | エル タンケ シスレイ             |
| ウルグアイ   | ペニャロール                     |
| ウルグアイ   | CAリーベル プレート              |
| ウルグアイ   | モンテビデオ ワンダラーズ        |
| ベネズエラ   | デポルティーボ アンソアテギ      |
| ベネズエラ   | デポルティーボ ララ              |
| ベネズエラ   | ミネロス デ ガイアナ             |
| ベネズエラ   | トルヒジャーノスFC               |

- その他（南米）

監督は偽名。データパック適用により選手実名化。
| 所属リーグ国 | チーム名         |
| ------------ | ---------------- |
| ブラジル     | ヴァスコ ダ ガマ |

- AFC Champions League
  - 全チームフルライセンス。全チーム監督は実名だが、全チーム写真無し。

| 所属リーグ国     | チーム名                       |
| ---------------- | ------------------------------ |
| オーストラリア   | セントラルコーストマリナーズ   |
| オーストラリア   | メルボルン ヴィクトリー        |
| オーストラリア   | ウェスタンシドニーワンダラーズ |
| 中国             | 北京国安                       |
| 中国             | 広州恒大                       |
| 中国             | 貴州人和                       |
| 中国             | 山東魯能                       |
| イラン           | エステグラル                   |
| イラン           | フォーラド フゼスタン          |
| イラン           | フォーラド セパハン            |
| イラン           | トラクター サジ                |
| 日本             | セレッソ大阪                   |
| 日本             | 川崎フロンターレ               |
| 日本             | サンフレッチェ広島             |
| 日本             | 横浜F・マリノス                |
| カタール         | アル ラーヤン                  |
| カタール         | アル サッド                    |
| カタール         | エル ジャイシュ                |
| カタール         | レフウィヤ                     |
| サウジアラビア   | アルファティフ                 |
| サウジアラビア   | アル ヒラル                    |
| サウジアラビア   | アル イテハド                  |
| サウジアラビア   | アル シャバブ                  |
| 韓国             | FCソウル                       |
| 韓国             | 全北現代モータース             |
| 韓国             | 浦項スティーラース             |
| 韓国             | 蔚山現代                       |
| タイ             | ブリーラム ユナイテッド        |
| アラブ首長国連邦 | アル アリ                      |
| アラブ首長国連邦 | アル アイン                    |
| アラブ首長国連邦 | アル ジャジーラ                |
| ウズベキスタン   | ブニョドコル                   |

- その他（アジア）

監督は実名だが、写真無し。
| 所属リーグ国   | チーム名      |
| -------------- | ------------- |
| サウジアラビア | アル ナスルFC |

### ナショナルチーム
| - ヨーロッパ（UEFA） - オーストリア - ベルギー - ボスニア・ヘルツェゴビナ Fict. - ブルガリア - クロアチア Fict. - チェコ Fict. - デンマーク - イングランド - フィンランド - フランス - ドイツ - ギリシャ - ハンガリー - アイルランド - イスラエル - イタリア - モンテネグロ Fict. - オランダ - 北アイルランド Fict. - ノルウェー - ポーランド - ポルトガル - ルーマニア - ロシア - スコットランド - セルビア - スロバキア Fict. - スロベニア - スペイン - スウェーデン - スイス - トルコ Fict. - ウクライナ Fict. - ウェールズ Fict. | - アフリカ（CAF） - アルジェリア Fict. - カメルーン - コートジボワール - エジプト - ガーナ Fict. - ギニア Fict. - ケニア - マリ Fict. - モロッコ - ナイジェリア Fict. - セネガル Fict. - 南アフリカ共和国 - チュニジア Fict. - ザンビア Fict. - 北中米カリブ海（CONCACAF） - コスタリカ - ホンジュラス Fict. - ジャマイカ Fict. - メキシコ Fict. - パナマ Fict. - アメリカ合衆国 Fict. - 南米（CONMEBOL） - アルゼンチン - ボリビア - ブラジル - チリ - コロンビア - エクアドル Fict. - パラグアイ Fict. - ペルー - ウルグアイ - ベネズエラ Fict. | - アジア（AFC）・オセアニア（OFC） - オーストラリア - 中国 Fict. - イラン Fict. - イラク Fict. - 日本※ - ヨルダン Fict. - クウェート Fict. - レバノン Fict. - 朝鮮民主主義人民共和国 Fict. - オマーン Fict. - カタール Fict. - サウジアラビア Fict. - 韓国 Fict. - タイ Fict. - アラブ首長国連邦 Fict. - ウズベキスタン Fict. - ニュージーランド |

詳細

太字 – フルライセンス

Fict. – 偽名で収録される国

今作は追加、削除チームは無し。

チェコ、イングランド、トルコ、ガーナ、オーストラリアのライセンスが消滅。チェコ、トルコ、ガーナは偽名となったが、セルビア、モロッコ、コスタリカが実名収録となった。
フランス、ドイツ、ギリシャ、ポルトガル、スペイン、ブラジルのみ監督が実名だが、ブラジルのみ写真無し。

※日本国外版では日本代表は偽名で収録されている。

## スタジアム
実名スタジアム
- ベルリン・オリンピアシュタディオン（ヘルタ ベルリン / UEFAチャンピオンズリーグ決勝会場）
- アリアンツ・アレーナ（バイエルン ミュンヘン / ドイツ代表）
- ワルシャワ国立競技場（ポーランド代表 / UEFAヨーロッパリーグ決勝会場）
- オールド・トラッフォード（マンチェスター ユナイテッド）
- ジュゼッペ・メアッツァ（インテル）
- サン・シーロ（ACミラン）
- ユヴェントス・スタジアム（ユヴェントス）
- エスタディオ・ミネイロン（アトレチコ ミネイロ / 2014 FIFAワールドカップ会場）※
- エスタジオ・ド・モルンビー（サンパウロ）※
- エスタディオ・ウルバーノ・カルデイラ（サントス）
- エスタディオ・アルベルト・J・アルマンド（ボカ ジュニオルス）※
- エル・モヌメンタル（リーベル プレート / アルゼンチン代表）※
- 埼玉スタジアム2002（浦和レッズ / 日本代表）※

架空スタジアム
- コナミ・スタジアム
- ロイヤル・ロンドン・スタジアム
- エスタディオ・エスコルピオ
- エスタディオ・ヌエボ・トリウンフォ
- ブルク・スタディオン※
- スタジオ・オリオン※

※PS4版、Xbox One版のみの追加。なお、モルンビー、アルベルト・Ｊ・アルマンド、モヌメンタル、埼スタ、ブルクはPS3版初期収録。

前作からは、ウェンブリー・スタジアム、スタッド・ド・フランス、エスタディオ・ダ・ルス、プリンス・アブドゥッラー・アル・ファイサル・スタジアム、キング・ファハド国際スタジアム、国立競技場が消滅している。

## ボール
エキシビジョン使用可能ボール(デフォルト)
- Classic
- Plain
- WE-PES 00′s
- WE-PES 30′s
- WE-PES 40′s
- WE-PES 50′s
- WE-PES 60′s
- WE-PES 2002
- WE-PES 2003
- WE-PES 2007
- WE-PES 2008
- WE-PES 2009 Claw
- WE-PES 2010
- WE-PES 2011
- WE-PES 2012
- WE-PES 2013
- WE-PES 2014
- WE-PES 2015
- Adidas Tango Pasadena
- Adidas f50 xite
- Nike Inline Ordem
- Nike Ordem
- Puma evoPOWER 1
- Umbro NEO 150 ELITE
- Umbro CERAMICA

アップデートにより追加されたボール(エキシビジョン使用可能)
- Adidas CONEXT15

リーグ・カップ限定ボール
- Adidas Pro League 1 OMB(リーグ 1)
- Adidas Pro League 1 OMB(リーグ 1/アップデート)※Brazucaモデル
- Uhlsport League 2 Official Ball(リーグ 2)
- Nike Ordem LFP(リーガ BBVA/リーガ アデランテ)
- Adidas Argentum(プリメーラ･ディビシオン)
- Adidas Argentum(プリメーラ･ディビシオン/アップデート)※CONEXTモデル
- Adidas Finale 14 Power Orange(UEFAチャンピオンズリーグ)
- Adidas Finale 14 OMB(UEFAチャンピオンズリーグ)
- Adidas Finale Berlin OMB (UEFAチャンピオンズリーグ決勝/アップデート)
- Adidas UEFA Europa League OMB(UEFAヨーロッパリーグ)
- Adidas UEFA Super uip OMB(UEFAスーパーカップ)
- Nike Ordem CSF(コパ・リベルタドーレス2014/コパ・スダメリカーナ2014/レコパ・スダメリカーナ)
- Nike Maxim CSF(コパ・スダメリカーナ2013)
- Nike Incyte(AFCチャンピオンズリーグ)

## アクセサリー
スパイク
- Adidas Predator Instinct HATERSコレクション (DP4.0)
- Adidas Predator LZ スーパーナチュラルパック (DP1.0)
- Adidas Predator Instinct サバイバルコレクション
- Adidas adizero F50 HATERSコレクション (DP4.0)
- Adidas F50 adizero スーパーナチュラルパック (DP1.0)
- Adidas F50 adizero サバイバルコレクション
- Adidas Nitrocharge 1.0 HATERSコレクション (DP4.0)
- Adidas Nitrocharge 冬モデル (DP2.0)
- Adidas nitrocharge 1.0 ニューモデル
- Adidas nitrocharge 1.0 サバイバルコレクション
- Adidas 11pro HATERSコレクション (DP4.0)
- Adidas 11pro 冬モデル (DP2.0)
- Adidas 11pro 黒 サバイバルコレクション
- Adidas 11pro 青 サバイバルコレクション
- Nike Magista Obra ハイライトパック (DP4.0)
- Nike Magista Obra 秋モデル (DP1.0)
- Nike Magista Obra ステルスパック
- Nike Magista Obra 黒 WCモデル
- Nike Mercurial Superfly ハイライトパック (DP4.0)
- Nike Mercurial Superfly 秋モデル (DP1.0)
- Nike Mercurial Superfly ステルスパック
- Nike Mercurial Superfly WCモデル
- Nike Tiempo Legend ハイライトパック (DP4.0)
- Nike Tiempo Legend 秋モデル (DP1.0)
- Nike Tiempo Legend V ステルスパック
- Nike Tiempo Legend V WCモデル
- Nike Hypervenom Phantom 秋ハイライトパック (DP4.0)
- Nike Hypervenom Phantom 秋モデル (DP1.0)
- Nike Hypervenom Phantom ステルスパック
- Nike Hypervenom Phantom WCモデル
- Puma evoSPEED 1.3 春モデル (DP4.0)
- Puma evoSPEED 1.3 冬モデル (DP1.0)
- Puma evoSPEED 1 秋モデル
- Puma evoPOWER 1.2 春モデル (DP3.0)
- Puma evoPOWER 1 冬モデル (DP1.0)
- Puma evoPOWER 1 秋モデル
- Puma PARA MEXICO LITE 15 HG SP 春モデル (DP4.0)
- Puma PARA MEXICO LITE 13 HG SP 夏モデル
- Umbro Speciali 4 冬モデル (DP2.0)
- Umbro Speciali 4 夏モデル
- Umbro GeoFLARE 冬モデル (DP2.0)
- Umbro GeoFLARE WCモデル
- Umbro UX-1 Pro 冬モデル (DP2.0)
- Umbro UX-1 Pro 夏モデル
- Umbro ACCERATOR PRO 冬モデル (DP2.0)
- Umbro ACCERATOR PRO 夏モデル
- Mizuno MORELIA NEO 冬モデル (DP2.0)
- Mizuno MORELIA NEO 秋モデル
- Mizuno WAVE IGNITUS 3 冬モデル  (DP2.0)
- Mizuno WAVE IGNITUS 3 本田モデル (DP2.0)
- Mizuno WAVE IGNITUS 3
- Mizuno BASARA 001 TC 冬モデル (DP2.0)
- Mizuno BASARA 001 TC
- Mizuno MORELIA Ⅱ 冬モデル (DP2.0)
- Mizuno MORELIA Ⅱ
- WEPES Heritage 白
- WEPES Heritage 黒
- WEPES Heritage 赤
- WEPES Heritage 青
- WEPES Heritage 黄
- WEPES Heritage 緑
- WEPES EX ピンク
- WEPES EX 水
- WEPES EX 黄
- WEPES SP2000 赤
- WEPES SP2000 紫
- WEPES SP2000 銀
- WEPES SP2000 金

ゴールキーパーグローブ
- Adidas Predator ZONES Pro (DP1.0)
- Adidas Predator ZONES Pro
- Adidas Predator ZONES Ultimate
- Nike Premier SGT
- Nike Vapor Grip 3 WCB
- Nike Vapor Grip 3 BVW
- Puma evoPOWER Protect 1
- Puma evoSPEED 1.3 GK Glive
- Reusch WAORANI DELUXE G2
- Reusch WAORANI DELUXE G2 LTD
- Reusch CORE FUNCTION M1 MASTER
- Reusch Wrap Elite Aqua
- Unisport ELIMINATOR ABSOLUTGRIP 黄
- Unisport ELIMINATOR ABSOLUTGRIP 黒
- Umbro Neo Pro Shotgun
- WEPES Heritage

## 楽曲
- 「Best Day of My Life」 American Authors
- 「Wake Me Up (ft. Aloe Blacc)」 Avicii
- 「Pompeii」 Bastille
- 「Luna」 Bombay Bicycle Club
- 「I Need Your Love (ft. Ellie Goulding)」 Calvin Harris
- 「Miracle Mile」 Cold War Kids
- 「Demons」 Imagine Dragons
- 「All For Nothing (ft. Page Hamilton)」 Linkin Park
- 「Shake The Cage」 Morning Parade
- 「Is This How You Feel?」 The Preatures
- 「Afterglow」 Wilkinson
- 「Prima della battaglia」 Konami Tracks
- 「Vagando nell'oscurita」 Konami Tracks
- 「Raggio di luce」 Konami Tracks
- 「higher (ENG.Ver.)」 MAN WITH A MISSION[11]

## 実況・解説
実況：ジョン・カビラ
解説：名波浩

## キャンペーン

### GET GOAL! キャンペーン
Gets GOAL！キャンペーン　ウイイレ2015無料体験版で、最高のゴールシーンをシェアして応募すると「ウイニングイレブン2015オリジナルボール」や「サッカー日本代表戦　観戦チケット」が当たった。
Get GOAL！キャンペーン HONDA SELECTION　ウイイレ2015でシェアされたゴールを本田が選出、本田サイン入りのミランユニフォームがプレゼントされた。
GET GOAL！キャンペーン3　アジアカップに合わせたキャンペーンで、実際の公式戦で本田がゴール・アシストを決めるとGPが貰えた。ゴールで5000GP、アシストで2500GPが貰え、日本のアジアカップ準々決勝敗退時点で3ゴール1アシスト、計17500ptが配布された。

### MWAM×ウイニングイレブン2015　コラボミッション
2014蒼き侍から続くMAN WITH A MISSIONとのコラボは今作でも継続。現時点で3回コラボミッションが発表された。

現時点でのコラボミッションは以下のとおり。
ミッション①　PS3パッケージ版にhigher(ENG.Ver.)が収録。現在CDには収録されておらず、今作の配信が初披露となる。
ミッション②　全バージョンにメンバー5人のフェイスデータ(特殊ヘアスタイル)を追加収録。マンウィズ公式サイトで公式能力値も公開。
ミッション③　MWAMオリジナルユニフォームのインポートデータがPS3版限定で配布。